# 溫蓋尼鄉 (雅西縣)
47°12′0″N 27°47′0″E / 47.20000°N 27.78333°E
溫蓋尼鄉（羅馬尼亞語：Comuna Ungheni, Iași），是羅馬尼亞的鄉份，位於該國東北部，由雅西縣負責管轄，面積41平方公里，海拔高度37米，2007年人口4,242，人口密度每平方公里102人。